# Alchemilla exigua
Alchemilla exigua är en rosväxtart som beskrevs av Robert Buser och Alphons Paulin. Alchemilla exigua ingår i släktet daggkåpor, och familjen rosväxter. Inga underarter finns listade i Catalogue of Life.